# Karina Maruyama
Karina Maruyama, född den 26 mars 1983 i Tokyo, Japan, är en japansk fotbollsspelare som tog OS-silver i damfotbollsturneringen vid de olympiska fotbollsturneringarna 2012 i London. Hon var även en frontfigur i VM 2011 där hon satte det avgörande målet i förlängningen i kvartsfinalen mellan Japan och Tyskland, vilket banade väg för ett VM-guld efter att ha besegrat USA på straffar. 